# خرم‌آباد (چناران)
خرم‌آباد روستایی از توابع بخش مرکزی شهرستان چناران در استان خراسان رضوی ایران است.
هرساله در روز عاشورا ، مراسم شبیه خوانی در مسجد این روستا با دعوت از روستاهای اطراف و عموم مردم برگزار میشود که جمیعت چشمگیری را در خود جای میدهد.

## جمعیت
این روستا در دهستان چناران قرار دارد و براساس سرشماری مرکز آمار ایران در سال ۱۳۸۵، جمعیت آن ۷۶۱ نفر (۱۸۸خانوار) بوده‌است.